# Rhizophora stylosa
Rhizophora stylosa — вид растений семейства Ризофоровые. Является одним из основных мангровых растений.

## Описание
Вечнозелёное дерево с компактной тёмно-зелёной кроной, достигающее высоты 8—30 м. Ствол корявый, нечистый, диаметром 25—60 см, одно растение может иметь несколько стволов. Характерны многочисленные ветвящиеся опорные воздушные корни, которые позволяют выдерживать удары волн и обеспечивают подводную часть воздухом, благодаря этому растение выживает в первом к морю ряду мангров.
Кора, у молодых деревьев красновато-коричневая, со временем становится серовато-чёрной и растрескивается.
Листья широкие, эллиптические, на вершине заметен остроконечный выступ. Средняя жилка бледно-серая. На нижней поверхности чёрные точки.
Соцветия разветвляются 2-4 раза. Бутоны с продолговатой цветоножкой кремового цвета. У цветков 4 белых лепестка с мохнатыми краями. Длина столбика пестика 4-5 мм. Плоды яйцевидные, в спелом виде коричневые.

## Места произрастания
Rhizophora stylosa произрастает в мангровых лесах, занимая песчаные пляжи и скалистые выступы, прилегающие к морю.
Ареал находится в Восточном полушарии по берегам восточной части Индийского океана и западной части Тихого океана, достигая Самоа, в северном направлении достигает Индокитая, на юг распространяется до австралийского штата Новый Южный Уэльс.
На северо-западе ареал захватывает южные районы Индии, на востоке — тихоокеанские острова, достигая Самоа.
В направлении с запада на восток Rhizophora stylosa становится все более заметной в древостое мангров. Наиболее сильно выглядит на западе Тихого океана, где часто произрастает в экстремальных условиях, например на скалистых побережьях и коралловых рифах. На западе Австралии является единственным представителем рода Ризофора. На севере тихоокеанской части ареала часто образует древостои, смешанные с ризофорой остроконечной.
В диком виде произрастает на территории государств Австралия, Бангладеш, Вьетнам, Вануату, Гуам, Камбоджа, Кирибати, Китай, Тайвань, Япония, Индия, Индонезия, Малайзия, Маршалловы Острова, Мьянма, Науру, Новая Каледония, Сингапур, Таиланд, Шри Ланка, Филиппины, Федеративные Штаты Микронезии, Фиджи, Палау, Папуа — Новая Гвинея, Северные Марианские Острова, Соломоновы острова, Тонга, Тувалу, Япония.

## Использование
В Океании используется как местное топливо в виде дров и древесного угля. Содержащийся в коре танин используется для окраски хлопчатобумажных тканей".